# Tadeusz Powałowski
Tadeusz Powałowski (ur. 30 października 1945 w Wągrowcu, zm. 11 stycznia 2008 w Warszawie) – polski elektronik i społecznik, specjalista w zakresie ultradźwięków w medycynie oraz inżynierii biomedycznej, profesor doktor habilitowany inżynierii, wiceprzewodniczący Komitetu Akustyki PAN, przewodniczący Zarządu Oddziału Warszawskiego Polskiego Towarzystwa Akustycznego, członek honorowy Polskiego Towarzystwa Akustycznego. Wieloletni pracownik Instytutu Podstawowych Problemów Techniki PAN. Był redaktorem naczelnym „Archives of Acoustics”.
Za wybitne osiągnięcia dla Polskiego Towarzystwa Akustycznego został odznaczony Medalem im. Marka Kwieka.
Pochowany 16 stycznia 2008 r. na cmentarzu w Starych Babicach pod Warszawą.

## Odznaczenia
- Złoty Krzyż Zasługi